# Брэдфорд, Джеймс
Джеймс Эдвард «Джим» Брэдфорд (англ. James Edward "Jim" Bradford; 1 ноября 1928, Вашингтон, США — 13 сентября 2013, Силвер-Спринг, штат Мэриленд, США) — американский тяжелоатлет, двукратный серебряный призёр Олимпийских игр (1952, 1960).

## Спортивная карьера
Начал заниматься тяжёлой атлетикой в 1944 году в Нью-Йорке, был членом известного клуба York Barbell Club, который возглавлял наставник американской сборной по тяжёлой атлетике Боб Хоффман. В 1950 г. спортсмен выиграл национальный чемпионат среди юниоров. В 1960 и 1961 гг. становился чемпионом США в супертяжёлом весе. В 1951—1960 гг. неоднократно выступал на чемпионатах мира, становился их четырёхкратным серебряным призёром.
На летних Олимпийских играх в Хельсинки (1952) и в Риме (1960) завоевал серебряные награды.
По окончании спортивной карьеры работал библиотекарем Конгресса США.